# Hydrotaea dukouensis
Hydrotaea dukouensis är en tvåvingeart som beskrevs av Ni 1982. Hydrotaea dukouensis ingår i släktet Hydrotaea och familjen husflugor. Inga underarter finns listade i Catalogue of Life.